# Carex punctata
Carex punctata é uma espécie de planta com flor pertencente à família Cyperaceae. 
A autoridade científica da espécie é Gaudin, tendo sido publicada em Agrostologia Helvetica, definitionem...2: 152. 1811.

## Portugal
Trata-se de uma espécie presente no território português, nomeadamente os seguintes táxones infraespecíficos:
- Carex punctata var. laevicaulis - presente no Arquipélago dos Açores. Em termos de naturalidade é nativa da região atrás referida. Não se encontra protegida por legislação portuguesa ou da Comunidade Europeia.
- Carex punctata var. punctata - presente em Portugal Continental e no Arquipélago da Madeira. Em termos de naturalidade é nativa das duas regiões atrás referidas. Não se encontra protegida por legislação portuguesa ou da Comunidade Europeia.